# كولن رووي
كولن رووي (بالإنجليزية: Colin Rowe)‏ هو محامي وسياسي أسترالي، ولد في 12 أبريل 1911، وتوفي في 2 أغسطس 1970. حزبياً، نشط في تحالف الليبرالية والريفي.

## مناصب
- انتخب Commissioner of Public Works (South Australia) [الإنجليزية]‏ (15 مايو 1958 – 25 يونيو 1958).
- انتخب Minister of Marine ‏ (15 مايو 1958 – 25 يونيو 1958).
- انتخب Minister of Employment ‏ (6 أبريل 1955 – 27 يناير 1960).
- انتخب Attorney-General of South Australia [الإنجليزية]‏ (6 أبريل 1955 – 10 مارس 1965).
- انتخب عضو مجلس جنوب أستراليا التشريعي عن دائرة Midland ‏ وقد انضم خلال فترته النيابية  (1 نوفمبر 1948 – 2 أغسطس 1970)  للكتلة البرلمانية تحالف الليبرالية والريفي.